# Takashige Ichise
Takashige Ichise (一瀬隆重 Ichise Takashige?,  nacido el 18 de enero de 1961 en Kōbe, Japón), también conocido como Taka Ichise, es un escritor y productor de cine, popular por su trabajo en la producción de películas de la saga Ju-on, Ringu (1998) y Dark Water (2002). Ichise debutó como guionista en la saga Ju-on con Ju-on: The Beginning of the End (2014), dirigida por Masayuki Ochiai.
La productora de Ichise, Oz Company Ltd. se declaró en bancarrota en 2012.